# Montfort-sur-Meu
Montfort-sur-Meu è un comune francese di 6 490 abitanti situato nel dipartimento dell'Ille-et-Vilaine nella regione della Bretagna.

## Società

### Evoluzione demografica
Abitanti censiti